# Romance en si mineur
La Romance en si mineur est une œuvre pour piano de la compositrice allemande Clara Schumann, écrite en 1856.

## Contexte et création
La Romance en si mineur, de même que la Romance en la mineur, est une des dernières œuvre de Clara Schumann pour le piano. Elle est cependant restée inédite de son vivant.

## Analyse
D'un caractère pensif et de structure ternaire, elle dénote par ses fortes dissonances, donnant lieu à des septièmes, des neuvièmes et des secondes mineures. Le ton très mélancolique reflète notamment les difficultés qu'a connues Clara dans sa vie personnelle avec la maladie, l'hospitalisation puis la mort de Robert Schumann.